# Bernard Andrès
Bernard Andrès (* 1941 in Belfort) ist ein französischer Harfenist und Komponist.
Er studierte in Besançon, Straßburg und Paris. Als Solo-Harfenist war er beim Orchestre Philharmonique de Radio France engagiert.
Er ist heute einer der führenden Komponisten bei Werken für Harfe und beeinflusste, vor allem in Frankreich und Deutschland, eine ganze Generation von Harfenistinnen und Harfenisten.
| Personendaten    | Personendaten                         |
| ---------------- | ------------------------------------- |
| NAME             | Andrès, Bernard                       |
| KURZBESCHREIBUNG | französischer Komponist und Harfenist |
| GEBURTSDATUM     | 1941                                  |
| GEBURTSORT       | Belfort                               |